# 觉多兽属
觉多兽属（学名：Kyawdawia）为鬣齿兽目的一个属。

## 下属物种
本属包括以下物种：
- 狼型觉多兽 Kyawdawia lupina Egi et al., 2005